# إنريكي أكينو
إنريكي أكينو (بالإسبانية: Enrique Aquino)‏ هو عداء مسافات طويلة مكسيكي، ولد في 1 مايو 1950.

## وصلات خارجية
- إنريكي أكينو على موقع أوليمبيديا (الإنجليزية)